# UltraSPARC IV
UltraSPARC IV («Jaguar») и последовавший за ним UltraSPARC IV+ («Panther») — это микропроцессоры, разработанные Sun Microsystems и произведённые Texas Instruments. Представлен на рынке в марте 2004 года. Первые сервера с этим процессором вышли на рынок в сентябре 2004 года. Это четвёртое поколение микропроцессоров UltraSPARC, они используют систему команд SPARC V9. Предполагалось, что за UltraSPARC IV последует UltraSPARC V Millennium, выпуск которого был отменён после создания Niagara (UltraSPARC T1) в начале 2004. Вместо этого он был заменён на SPARC64 VI, разработанный Fujitsu.
UltraSPARC IV был разработан в рамках программы Sun Throughput Computing, которая включала также микропроцессоры UltraSPARC V Millennium, Gemini и UltraSPARC T1 Niagara. Из четырёх процессоров, изначально разрабатываемых в рамках этой программы, только два, UltraSPARC IV и UltraSPARC T1, были запущены в производство. Тогда как Millennium и Niagara использовали крупноблочную многопоточность (coarse-grained multithreading), в UltraSPARC IV была использована технология SMP (симметричная мультипроцессорность), то есть несколько однопоточных ядер.
UltraSPARC IV стал первым многоядерным процессором SPARC. Он использует два изменённых ядра UltraSPARC III, которые физически почти не отличаются от оригинальных. Были улучшены получение инструкций, пропускная способность шины и предвыборка данных. В сумматор чисел с плавающей точкой введены дополнительные узлы для обработки случаев NaN и переполнения, чтобы избежать возникновения исключений. Оба ядра разделяют кэш второго уровня (L2) объёмом 16 Мб, но имеют свои собственные кэши для тегов.
UltraSPARC IV содержит 66 миллионов транзисторов и имеет площадь матрицы 356 мм². Он был произведён Texas Instruments по 0,13 мкм технологии.
UltraSPARC IV+ также имеет два ядра. Он производится по 90 нм технологии. Изначальная частота UltraSPARC IV+ составляла 1,5 ГГц, что на 0,3 ГГц меньше, чем предполагавшиеся 1,8 ГГц. Позже частота была доведена до 2,1 ГГц. Микропроцессор содержит 295 миллионов транзисторов.
Серверы с использованием процессоров UltraSPARC IV были выпущены в сентябре 2004, а UltraSPARC IV+ в сентябре 2005. Серверы, работающие на UltraSPARC IV и IV+, являются Sun Fire V490, V890, E2900, E4900, E6900, E20K и E25K. В этих серверах от 4 до 72 процессорных гнёзд (от 8 до 144 ядер).
Серверы, оборудованные UltraSPARC IV+, были хорошо восприняты на рынке, что позволило Sun восстановить лидерство на рынке Unix-серверов в 2006.